# Division de Gujranwala
La division de Gujranwala (en ourdou : گوجرانوالہ ڈویژن) est une subdivision administrative du nord de la province du Pendjab au Pakistan. Elle compte près de 16,1 millions d'habitants en 2017, et sa capitale est Gujranwala.
Comme l'ensemble des divisions pakistanaises, la subdivision a été abrogée en 2000 avant d'être rétablie en 2008.
La division regroupe les districts suivant :
- district de Gujranwala
- district de Gujrat
- district d'Hafizabad
- district de Mandi Bahauddin
- district de Narowal
- district de Sialkot